# Adromischus maximus
Adromischus maximus är en fetbladsväxtart som beskrevs av Hutchison. Adromischus maximus ingår i släktet Adromischus och familjen fetbladsväxter. Inga underarter finns listade i Catalogue of Life.